# USS Poséidon
Pour plus de détails, voir Fiche technique et Distribution.
USS Poséidon (Tides of War) est un film américain réalisé par Brian Trenchard-Smith, sorti en 2005.

## Synopsis
Un sous-marin américain est attaqué au large de la Corée du Nord par un sous-marin furtif et qui semble omniscient.

## Fiche technique
- Titre : USS Poséidon
- Titre original : Tides of War
- Autre titre : Phantom Below
- Réalisation : Brian Trenchard-Smith
- Scénario : Stephen P. Jarchow et Mark Sanderson
- Musique : David Reynolds
- Photographie : Paul Atkins
- Montage : Michael Stahlberg
- Production : Brian Trenchard-Smith
- Société de production : Pacific Films
- Pays :  États-Unis
- Genre : Action, drame et science-fiction
- Durée : 95 minutes
- Première diffusion : 
  -  États-Unis : 1er avril 2005

## Distribution
- Adrian Paul : le commandant Frank Habley
- Catherine Dent : le lieutenant Claire Trifoli
- Kent McCord : le vice-amiral Sommerville
- Mike Doyle : le lieutenant-commandant Tom Palatonio
- Matt Battaglia : le COB Dizzy Malone
- Mark Deklin : le capitaine Galasso
- Eitan Kramer : le maître Buckley
- Eyal Podell : le maître Murray
- Todd Babcock : l'agent de la NSA Winters
- Larry Wegger : le rear admiral Merritt
- Gene DeFrancis : le maître Savage
- Eileen Grubba : Rebecca Malone
- Mathew St. Patrick : le lieutenant-commandant Steven Barker
- Steve Boatright : l'officier de l'armement
- Mark Sanderson : le lieutenant Roperto
- Roy Tjioe : l'officier médical
- Eric Lee : le superviseur du sonar Battaglia

## Distinctions
Le film a reçu la note de 2,5/5 sur AllMovie